# Mirza Teletović
Mirza Teletović (* 18. září 1985 Jablanica) je bývalý bosenský basketbalista. Měří 206 cm. Strávil šest sezón v NBA, hrál zde za kluby Brooklyn Nets (2012–2015), Phoenix Suns (2015–2016) a Milwaukee Bucks (2016–2018). Odehrál v základní části NBA 324 utkání a dosáhl průměru 8,1 bodu na zápas. K tomu sehrál 19 utkání v play-off, s průměrem 5,4 bodu. Šest sezón odehrál také v Eurolize, všechny v dresu španělského klubu Saski Baskonia. Nastoupil v Eurolize ke 120 utkáním, dosáhl průměru 12,4 body na zápas. Dvakrát hrál s Baskonií Final Four Euroligy (2007, 2008), dvakrát se s ní stal mistrem Španělska (2008, 2010). Jednou se dostal do all-stars týmu sezóny španělské ligy (2012). S klubem BC Oostende, kde působil v letech 2004–2006, se stal mistrem Belgie (2006). S bosenskou reprezentací se zúčastnil čtyř evropských šampionátů (2003, 2005, 2011, 2013). Obsadil s ní postupně 15., 13., 17. a 13. místo. V roce 2012 byl v Bosně vyhlášen sportovcem roku. Roku 2018 ohlásil konec kariéry a byl zvolen prezidentem Basketbalové federace Bosny a Hercegoviny. Ve funkci vydržel do roku 2022.